# Betula chichibuensis
Betula chichibuensis är en björkväxtart som beskrevs av Hiroshi Hara. Betula chichibuensis ingår i släktet björkar, och familjen björkväxter. Inga underarter finns listade.